# Deltote larentioides
Deltote larentioides is een vlinder van de familie van de uilen (Noctuidae). De wetenschappelijke naam van deze soort is voor het eerst voorgesteld als Lithacodia larentioides door Embrik Strand in een publicatie uit 1920
De soort komt voor in Japan.